# Synopeas madagascariense
Synopeas madagascariense är en stekelart som först beskrevs av Jean Risbec 1953.  Synopeas madagascariense ingår i släktet Synopeas och familjen gallmyggesteklar. Inga underarter finns listade i Catalogue of Life.